# Choi Young-jun (cầu thủ bóng đá, sinh 1991)
Đây là một tên người Triều Tiên, họ là Choi.
Choi Young-Jun (tiếng Hàn: 최영준; sinh ngày 15 tháng 12 năm 1991) là một tiền vệ bóng đá Hàn Quốc, hiện tại thi đấu cho Gyeongnam FC.

## Sự nghiệp câu lạc bộ
Choi một trong những lựa chọn của Gyeongnam FC trong mùa giải 2011.  Choi ra mắt chuyên nghiệp ngày 5 tháng 5 năm 2011, trong trận đấu tại Cúp Liên đoàn bóng đá Hàn Quốc 2011 trước Daejeon Citizen.

## Thống kê sự nghiệp câu lạc bộ
Tính đến 4 tháng 12 năm 2014
| Thành tích câu lạc bộ | Thành tích câu lạc bộ | Thành tích câu lạc bộ | Giải vô địch | Giải vô địch | Cúp     | Cúp       | Cúp Liên đoàn | Cúp Liên đoàn | Tổng cộng | Tổng cộng |
| Mùa giải              | Câu lạc bộ            | Giải vô địch          | Số trận      | Bàn thắng    | Số trận | Bàn thắng | Số trận       | Bàn thắng     | Số trận   | Bàn thắng |
| Hàn Quốc              | Hàn Quốc              | Hàn Quốc              | Giải vô địch | Giải vô địch | Cúp KFA | Cúp KFA   | Cúp Liên đoàn | Cúp Liên đoàn | Tổng cộng | Tổng cộng |
| --------------------- | --------------------- | --------------------- | ------------ | ------------ | ------- | --------- | ------------- | ------------- | --------- | --------- |
| 2011                  | Gyeongnam FC          | K-League              | 13           | 0            | 1       | 0         | 4             | 0             | 18        | 0         |
| 2012                  | Gyeongnam FC          | K-League              | 35           | 0            | 4       | 0         | -             | -             | 39        | 0         |
| 2013                  | Gyeongnam FC          | K-League Classic      | 18           | 0            | 2       | 0         | -             | -             | 20        | 0         |
| 2014                  | Gyeongnam FC          | K-League Classic      | 21           | 0            | 2       | 0         | -             | -             | 23        | 0         |
| Tổng cộng sự nghiệp   | Tổng cộng sự nghiệp   | Tổng cộng sự nghiệp   | 87           | 0            | 9       | 0         | 4             | 0             | 100       | 0         |